# Нідерландська Ост-Індія
Голландська Ост-Індія (нід. Nederlands-Indië; індонез. Hindia-Belanda, зараз Індонезія) — голландські колоніальні володіння на островах Малайського архіпелагу. Утворилася в 1800 внаслідок націоналізації Голландської Ост-Індійської компанії. Існувала до японської окупації в березні 1942. У розмовній мові та неофіційних документах іноді називається також Нідерландська (або Голландська) Індія. Не слід плутати її з Голландської Індією — голландськими колоніальними володіннями на півострові Індостан. Як й інші колоніальні утворення, Нідерландська Ост-Індія постала в гострій конкурентній боротьбі як з місцевими державними формуваннями, так і з іншими колоніальними державами (Великою Британією, Португалією, Францією, Іспанією). Довгий час мала переважно таласократичний характер, фактично охоплюючи лише низку прибережних факторій та форпостів, оточених володіннями місцевих малайських султанатів. Завоювання кінця XIX — початку XX століть, а також використання механізмів потужної економічної експлуатації, дозволили голландцям об'єднати велику частину архіпелагу під владою своєї корони. Нідерландська Ост-Індія з її багатими запасами нафти та інших корисних копалин вважалася «перлиною в короні голландської колоніальної імперії».

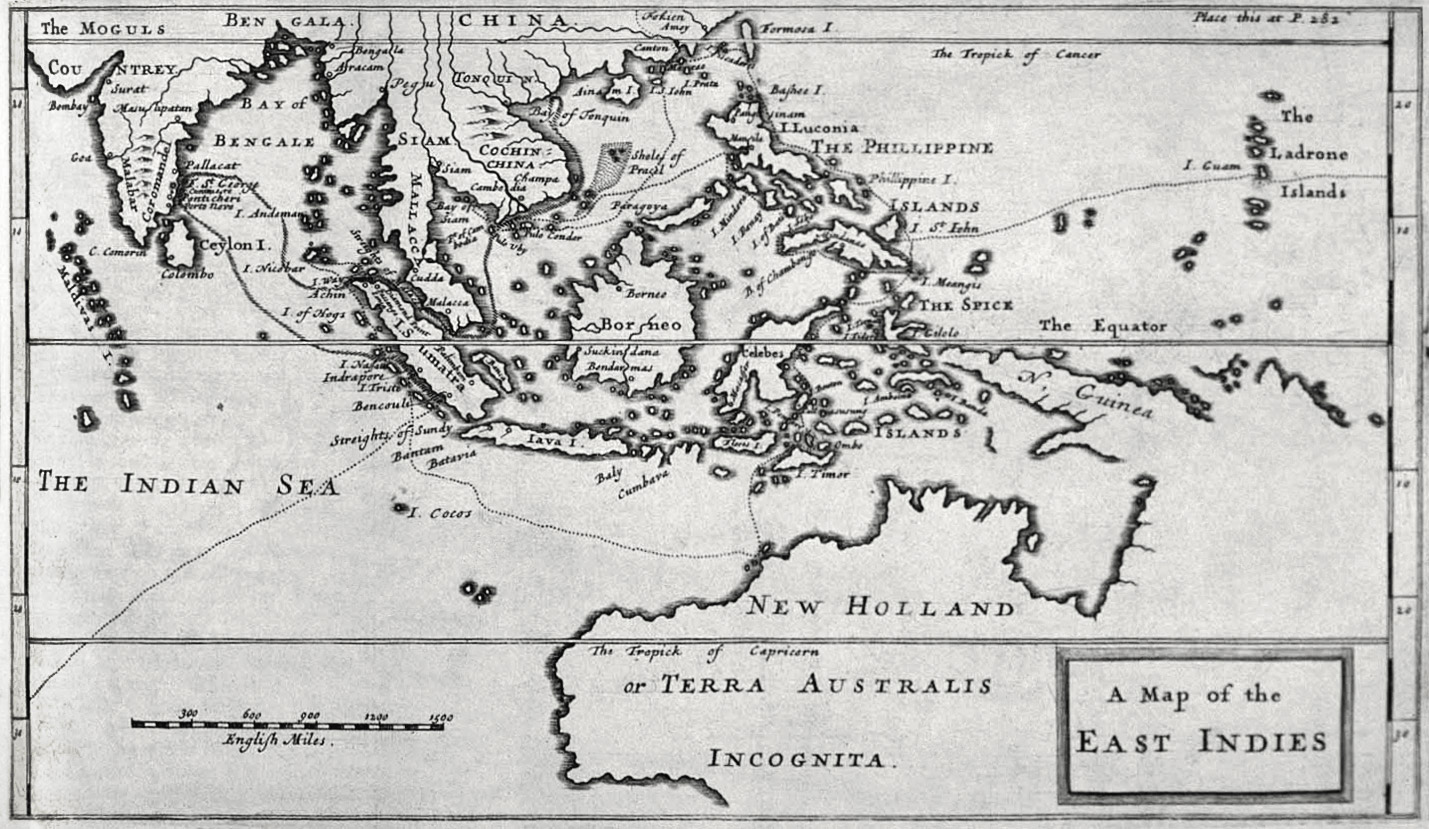
Мапа Голландської Ост-Індії Вільяма Дамп'є, 1697

## Передісторія
23 червня 1596 кораблі першої голландської торгової експедиції в Ост-Індію на чолі з Корнеліусом де Гаутманом прибули у султанат Бантен (заст. — Бантам) на о. Ява. Голландці усвідомили потенційну прибутковість цих територій. Після свого першого успішного проникнення, голландські комерсанти створюють цілу низку торгових консорціумів в різних містах і провінціях Нідерландів. Ці компанії були пов'язані з армією, флотом та великим капіталом і використовувалися для торгівлі з країнами Сходу.
В 1598 році на «Острови Прянощів» прибула друга голландська експедиція, економічні результати якої перевершили найсміливіші очікування і вже у 1602 році різні голландські приватні консорціуми, які намагались організувати торгівлю з країнами Південно-Східної Азії, об'єдналися в об'єднану голландську Ост-Індійську компанію, яка володіла надзвичайно великим, як на ті часи, акціонерним капіталом і отримала монопольні права на торгівлю з Ост-Індією.

## Загальна хронологія

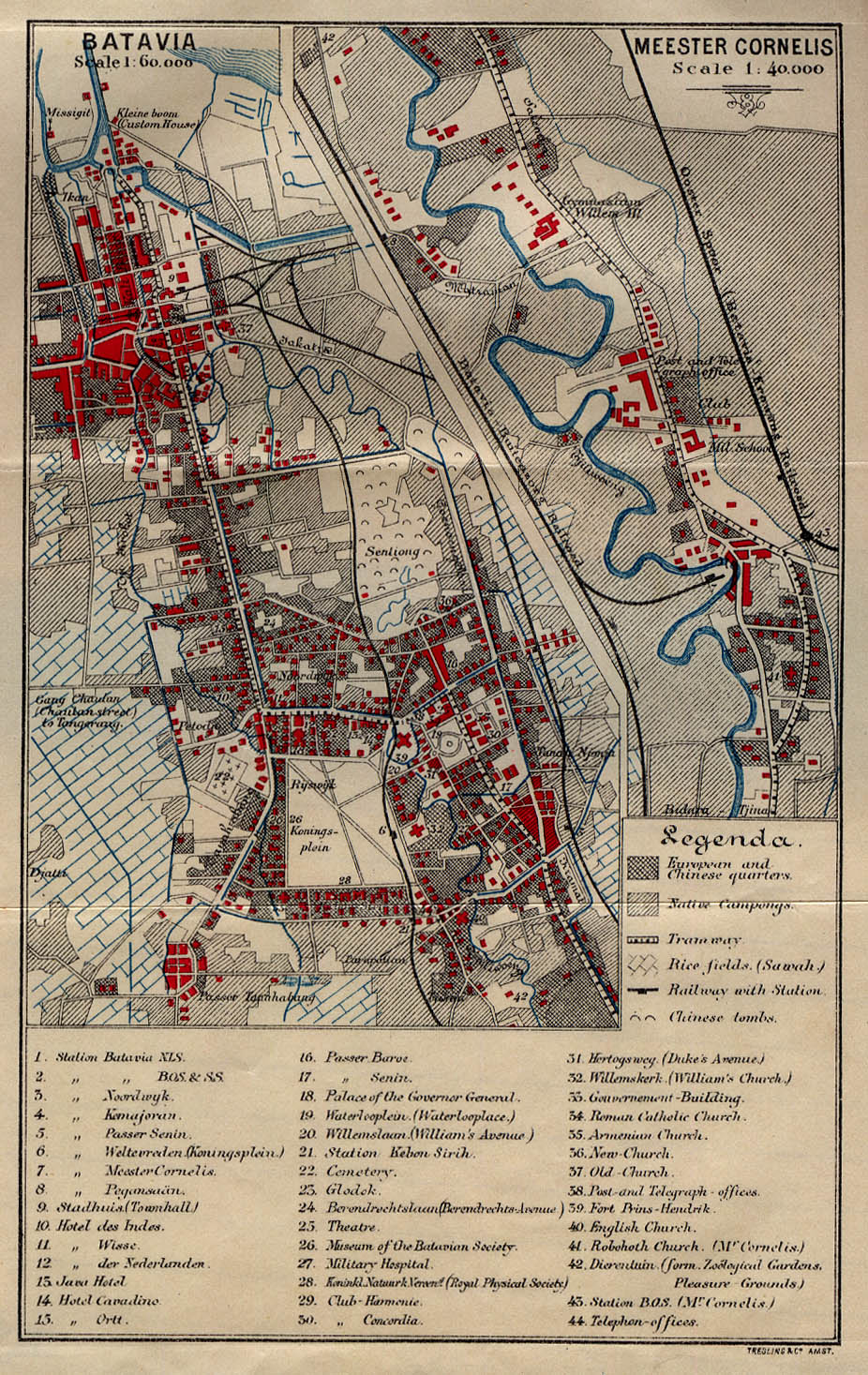
місто Батавія (зараз Джакарта) в 1897

- 1602–1800: компанія веде військово-торговельні операції в цьому регіоні, хоча власне територіальні прирощення незначні. Голландський флот повністю контролює міжострівні води та основні порти, витісняючи англійців та португальців.
- 1800–1942: інтенсивна територіальна анексія, довгі й кровопролитні колоніальні війни з місцевим населенням та іншими європейськими державами.
- 1859: голландська анексія 2/3 території Португальської Індонезії, за винятком регіону Східний Тимор.
- 1942–1945: Японська окупація Індонезії
- 1945–1949: голландська реставрація, Індонезійська війна за незалежність
- травень 1963: передача Індонезії останньої голландської території — регіону Нідерландської Нової Гвінеї.

### Заснування
Під час наполеонівських воєн територія самих Нідерландів захоплена Францією, і всі голландські колонії автоматично стали французькими. Таким чином у 1808—1811 колонією керував французький генерал-губернатор. У 1811-1816, під час Наполеонівських воєн, територія Голландської Ост-Індії була захоплена Сполученим Королівством, занепокоєним зміцнення Франції (до цього часу Велика Британія вже також встигла окупувати й Капську колонію, найважливішу торгову ланку між Нідерландами й Індонезією).
Могутність голландської колоніальної імперії було підірвано, проте Англії був потрібен протестантський союзник у боротьбі з католицькими колоніальними державами: Францією, Іспанією та Португалією. Тому в 1824 за англо-голландською угодою окупована територія була повернена Голландії в обмін на голландські колоніальні володіння в Індії. Окрім того, до Англії перейшов півострів Малакка. Новоутворений кордон між Британської Малайєю та Голландською Ост-Індією залишається і донині кордоном між Малайзією та Індонезією.

### Територіальна експансія

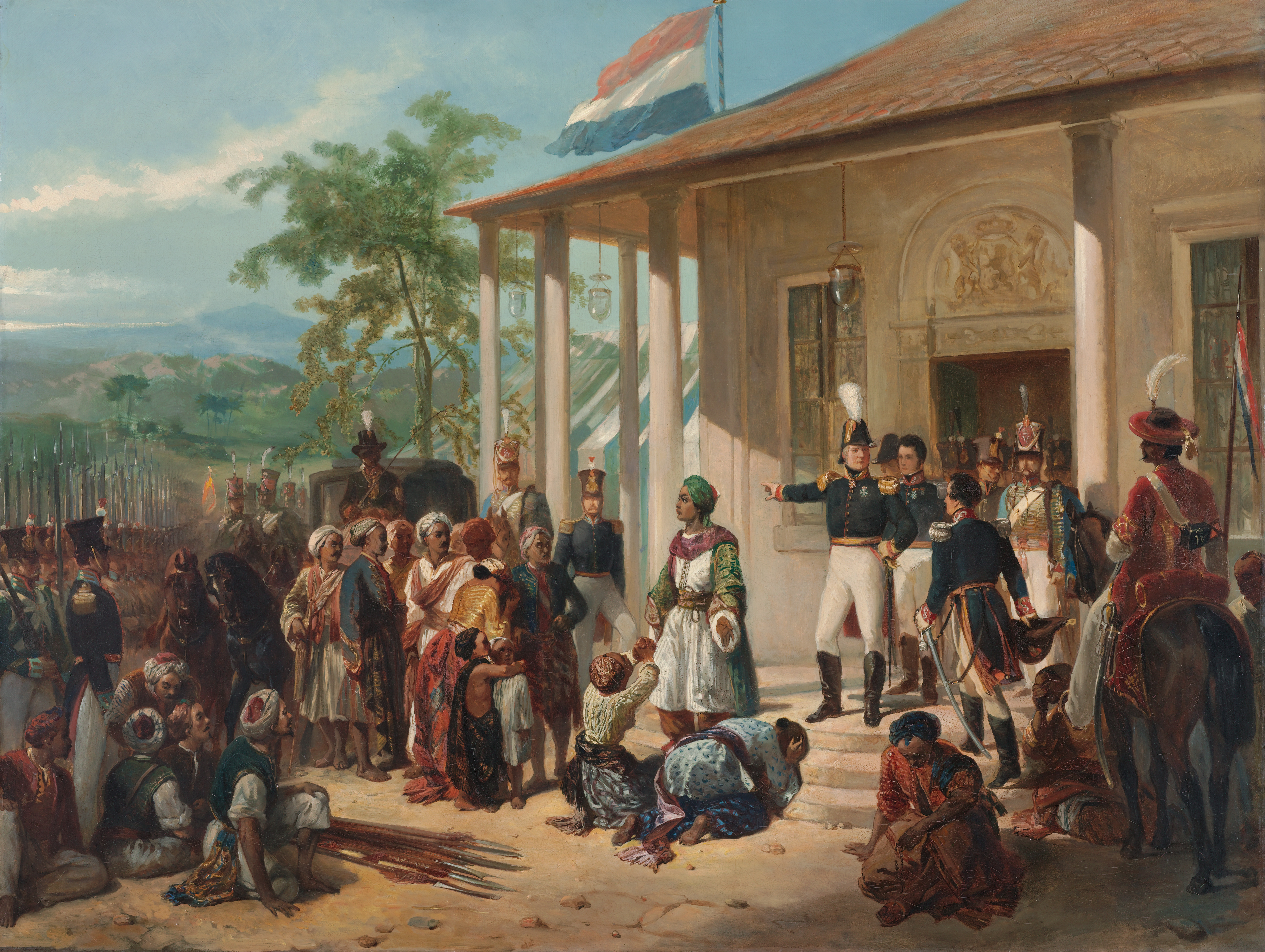
Захоплення принца Діпонегоро генералом де Коком під час яванської війни (1825—1830)

Столицею Голландської Ост-Індії була Батавія, зараз Джакарта — столиця Індонезії. Хоча острів Ява контролювався Голландською Ост-Індською компанією та голландської колоніальною адміністрацією протягом 350 років, з часів Яна Куна, повний контроль над більшою частиною Голландської Ост-Індії, включаючи острови Борнео, Ломбок та західну частину Нової Гвінеї, був встановлений лише на початку XX століття.

### Ісламський опір
Місцеве населення Індонезії, що спиралося на внутрішню стійкість ісламських інститутів, чинило значний опір Голландській Ост-Індській компанії, а потім і голландській колоніальній адміністрації, що послаблювало голландський контроль та з'ясувало нідерландські збройні сили. Найтривалішими конфліктами були війна Падре на Суматрі (1821—1838), Яванська війна (1825—1830) і кривава тридцятирічна війна в султанаті Ачех (північно-західна частина Суматри), яка тривала з 1873 по 1908 рік.
У 1846 і 1849 голландці провели невдалі спроби завоювати острів Балі, який опинився під повним голландським контролем лише в 1906. Тубільці Західної Нової Гвінеї та більшості внутрішніх гірських районів були підкорені лише в 1920-х. Значною проблемою було також доволі поширене піратство в цих водах (малайське, китайське, арабське, європейське), яке тривало до середини XIX століття.
У 1904—1909 під час правління генерал-губернатора Дж. Б. Ван Хетца влада голландської колоніальної адміністрації поширилася на всю територію голландської Ост-Індії, заклавши, таким чином, основи сучасної індонезійської держави. Південно-Західний Сулавесі було зайнято в 1905—1906 роках, острів Балі в 1906, а західну частину острова Нова Гвінея в 1920.

### Падіння Голландської Ост-Індії
10 січня 1942 Японія, що відчувала потребу в корисних копалинах, якими була багата Нідерландська Ост-Індія (насамперед йшлося про нафту), оголосила війну королівству Нідерландам. У ході Операції в Нідерландській Ост-Індії територія колонії до березня 1942 року була повністю захоплена японськими військами.
Падіння Голландської Ост-Індії означало й кінець голландської колоніальної імперії. Вже 17 серпня 1945, після звільнення від Японії була проголошена Республіка Індонезія, яку Голландія визнала в 1949 після закінчення війни за незалежність Індонезії.